# 河部大雅
河部大雅（1996年—），為日本踢拳运动员，其隶属于TRY HARD GYM拳馆。截至2018年11月1日，他被Combat Press评選为世界最轻量级第七名。